# Heinrich Schomburgk
Heinrich Georg Schomburgk (Lipsia, 30 giugno 1885 – Königstein, 29 marzo 1965) è stato un tennista tedesco.

## Palmarès

### Olimpiadi
- Oro a Stoccolma 1912 nel doppio misto outdoor.